# Domsee
Der Domsee ist ein See im Kreis Herzogtum Lauenburg im deutschen Bundesland Schleswig-Holstein. Der See ist etwa 70 Hektar groß und bis zu 16,7 Meter tief. Er schließt südöstlich am Ratzeburger See an und ist nur durch eine etwas schmalere Passage zwischen der Domhalbinsel und dem Seeufer bei Römnitz, der sogenannten „Römnitzer Enge“, von ihm getrennt. Ein künstlicher Damm, auf dem die Bundesstraße 208 verläuft, trennt den Domsee vom südlich vorgelagerten Kleinen Küchensee.